# Сельский, Натан Евсеевич
Ната́н Евсе́евич Се́льский (род. 25 сентября 1958 года в Уфе) — российский хирург, специалист по вопросам трансплантации в челюстно-лицевой области, доктор медицинских наук.  Действительный член Европейской ассоциации черепно-челюстно-лицевых хирургов. Лауреат премии Правительства РФ в области науки и техники (2006)

## Биография
Родился 25 сентября 1958 года в Уфе. Высшее образование получил в Башкирском государственном медицинском университете, который окончил в 1982 году. После окончания университета, начиная с 1983 года, работал в одной из центральных больниц города Ишимбая. С 1986 года сотрудничал со Всероссийским центром глазной и пластической хирургии, где занимал должность начальника отдела (с 1989 года), первого заместителя генерального директора и заведующего отделением (с 1982 года).
Параллельно основной профессиональной деятельности, с 2004 года работал преподавателем в Уральской медицинской академии, расположенной в Екатеринбурге. С 2006 года работает в Уфе в ЗАО «Косметологическая лечебница».
Натан Евсеевич выступил основателем российской школы реконструктивной хирургии с использованием аллотрансплантатов, руководителем разработок костных аллотрансплантатов для опорно-контурной пластики и др. Помимо всего прочего, Н. Сельский является автором более чем 60 научных публикаций и 10 изобретений, к числу которых относятся биоматериалы «Аллоплант».

## Звания и награды
- Заслуженный врач Республики Башкортостан (2000)[5]
- Доктор медицинских наук (2002)[2]
- Лауреат премии Правительства РФ в области науки и техники (в составе группы, за 2006 год) — за разработку и внедрение реконструктивных операций и методов имплантаций при устранении врожденных и приобретенных дефектов и деформаций челюстно-лицевой области[6]

- Отличник здравоохранения РБ (2008)[2].
- Заслуженный врач Российской Федерации (2015)